# Tricalysia coriacea
Tricalysia coriacea är en måreväxtart som först beskrevs av George Bentham, och fick sitt nu gällande namn av William Philip Hiern. Tricalysia coriacea ingår i släktet Tricalysia och familjen måreväxter.

## Underarter
Arten delas in i följande underarter:
- T. c. angustifolia
- T. c. coriacea
- T. c. nyassae